# El Manantial (Tucumán)
El Manantial es una localidad de la provincia de Tucumán, Argentina. Se encuentra ubicada en el departamento Lules,  a 9,5 km al sudoeste de la capital provincial, con la cual se encuentra conurbada como parte del Gran San Miguel de Tucumán. Su nombre hace alusión a los numerosos afluentes (vertientes), que existían en el siglo XX. Aún hoy en día existe el afluente más grande de la zona, ubicado detrás de la fábrica y embotelladora local Torasso.
La zona central del pueblo es la plaza General José de San Martín, alrededor de la cual se encuentran dispuestos los principales edificios públicos a modo de Ciudad colonial española, como ser la parroquia María Reina, la sede de la comuna, el club sportivo manantial, la comisaría, el cajero automático y cercanos la oficina de correos, la escuela n.º 394 Adolfo Kapelusz, la central de la quiniela, el Registro Civil, la Junta Vecinal de Agua Potable y el Centro Comunitario Gral. San Martín a cargo de la red de cloacas y de una biblioteca pública. El club y las juntas de agua y cloacas son unas de las pocas instituciones comunales autónomas y democráticas que sobreviven en la provincia de Tucumán.

## Historia
El Manantial es atravesado de norte a sur por el antiguo "Camino del Perú" que comunicaba al Virreinato del Perú con el Virreinato del Río de la Plata, y que en la época precolombina ya era usado formando parte de la llamada red vial incaica, Capac Ñan y Qhapaq Ñan (en quechua: ‘camino real’ o ‘camino del Inca’) hoy conocida, en su paso por el sur de la provincia, como Ruta Provincial 301.